# Tephroseris integrifolia
A Tephroseris integrifolia a fészkesvirágzatúak (Asterales) rendjébe és az őszirózsafélék (Asteraceae) családjába tartozó faj.

## Források

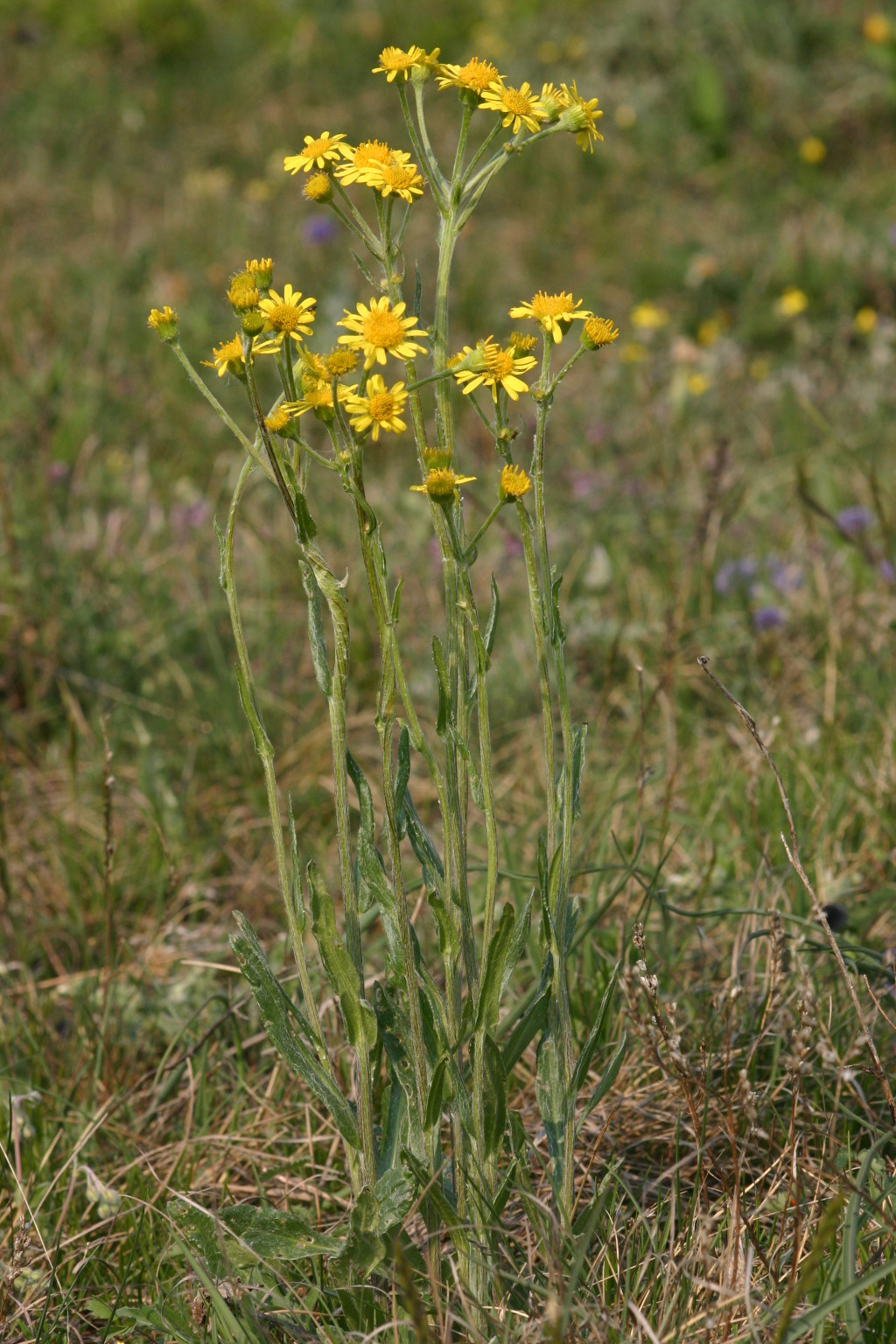
A növény egy kis csoportja

## Rendszertani besorolása
A Tephroseris integrifoliát, korábban az aggófüvek (Senecio) nemzetségbe sorolták Senecio integrifolius néven.

## Előfordulása
A Tephroseris integrifolia az Ibériai-félszigeten és Finnországon kívül, egész Európában előforduló növényfaj. A Brit-szigeteken, csak a Brit-szigeten található meg. Törökország ázsiai részén és a Kaukázus déli felén is fellelhető. Mongóliában is van őshonos állománya. Korábban a balti országokból is hiányzott, azonban manapság betelepítették ezt a növényfajt oda is. A legészakibb elterjedése az Arktiszon van.

## Alfajai
Ehhez a növényfajhoz az alábbi alfajok tartoznak :
- Tephroseris integrifolia subsp. aucheri (DC.) B.Nord.
- Tephroseris integrifolia subsp. caucasigena (Schischk.) Greuter
- Tephroseris integrifolia subsp. igoschinae (Schischk.) Sennikov
- Tephroseris integrifolia subsp. jailicola (Juz.) Greuter
- Tephroseris integrifolia subsp. karsiana B.Nord.
- Tephroseris integrifolia subsp. maritima (Syme) B.Nord.
- Tephroseris integrifolia subsp. primulifolia (Cufod.) Greuter
- Tephroseris integrifolia subsp. serpentini (Gáyer) B.Nord.